# Liste der Kulturgüter in Bergün Filisur
Die Liste der Kulturgüter in Bergün Filisur enthält alle Objekte in der Gemeinde Bergün Filisur im Kanton Graubünden, die gemäss der Haager Konvention zum Schutz von Kulturgut bei bewaffneten Konflikten, dem Bundesgesetz vom 20. Juni 2014 über den Schutz der Kulturgüter bei bewaffneten Konflikten sowie der Verordnung vom 29. Oktober 2014 über den Schutz der Kulturgüter bei bewaffneten Konflikten unter Schutz stehen.
Objekte der Kategorien A und B sind vollständig in der Liste enthalten, Objekte der Kategorie C fehlen zurzeit (Stand: 1. Januar 2018).

## Kulturgüter
| Foto |                                                                                     | Objekt | Kat. | Typ | Standort                                    | Beschreibung                                                                 |
| ---- | ----------------------------------------------------------------------------------- | --- | ---- | --- | ------------------------------------------- | ---------------------------------------------------------------------------- |
| ja   | Datei hochladen · Wikidata zu Reformierte Kirche Stugl (Q1744794)                   | Reformierte Kirche / Baselgia refurmada KGS-Nr.: 02860                                                     | A    | G   | Stugl, Veja da Stuls 23 775500 / 169140     |                                                                              |
| ja   | Datei hochladen · Wikidata zu Haus Jenatsch, Haus mit Stall und Scheune (Q29479671) | Haus Jenatsch, Haus mit Stall und Scheune / Chasa Jenatsch, chasa cun stalla e clavà KGS-Nr.: 02864        | A    | G   | Bergün, Giassa Strezza 6 776620 / 166857    |                                                                              |
| ja   | Datei hochladen · Wikidata zu Landwasserviadukt (Q113645)                           | Landwasserviadukt der Rhätischen Bahn / Viaduct sur la Landwasser da la Viafier retica KGS-Nr.: 03009      | A    | G   | Filisur, Schmittentobel 771160 / 172400     | Objekt liegt hälftig auf dem Gemeindegebiet von Schmitten (KGS-Nr. 10499).   |
| ja   | Datei hochladen · Wikidata zu Burg Greifenstein (Q258518)                           | Greifenstein, mittelalterliche Burgruine / Greifenstein, ruina da chastè medievala KGS-Nr.: 10488          | A    | G   | Filisur 772400 / 171800                     |                                                                              |
| ja   | Datei hochladen                                                                     | Alvaneu Bad-Brücke / Alvaneu-Bad, Punt KGS-Nr.: 02861                                                      | B    | G   | Alvaneu-Bad 769140 / 170920                 | Objekt liegt hälftig auf dem Gemeindegebiet von Albula/Alvra (KGS-Nr. 2827). |
| ja   | Datei hochladen · Wikidata zu Reformierte Kirche Bergün (Q2136833)                  | Reformierte Kirche / Baselgia rifurmada KGS-Nr.: 02862                                                     | B    | G   | Bergün 776959 / 166528                      |                                                                              |
| ja   | Datei hochladen · Wikidata zu Chasa dubla (Q29784533)                               | Doppelhaus / Chasa dubla KGS-Nr.: 02863                                                                    | B    | G   | Plaz 1, 2 776623 / 166776                   |                                                                              |
| ja   | Datei hochladen · Wikidata zu La Tuor (Bergün) (Q29784535)                          | La Tuor, römischer Turm / La Tuor, tuor romana KGS-Nr.: 02865                                              | B    | G   | Bergün, Plaz 61 776590 / 166813             |                                                                              |
| ja   | Datei hochladen · Wikidata zu Reformierte Kirche Latsch GR (Q1269941)               | Reformierte Kirche / Baselgia rifurmada KGS-Nr.: 02866                                                     | B    | G   | Latsch 777130 / 167309                      |                                                                              |
| ja   | Datei hochladen                                                                     | Haus / Chasa KGS-Nr.: 02868                                                                                | B    | G   | Bergün, Chant da Farrer 113 776770 / 166682 |                                                                              |
| BW   | Datei hochladen · Wikidata zu Haus Guidon (Q29784538)                               | Haus Guidon / Chasa Guidon KGS-Nr.: 02869                                                                  | B    | G   | Stuls 21 775533 / 169096                    |                                                                              |
| ja   | Datei hochladen · Wikidata zu Reformierte Kirche Filisur (Q1516090)                 | Reformierte Kirche St. Martin mit Fresken / Baselgia refurmada S. Martin cun frescos KGS-Nr.: 03010        | B    | G   | Filisur, Süesswinkel 3 772160 / 171360      |                                                                              |
| BW   | Datei hochladen · Wikidata zu Haus. (Q29784717)                                     | Haus / Chasa KGS-Nr.: 10739                                                                                | B    | G   | Filisur, Dorfstrasse 63 772212 / 171383     |                                                                              |
| ja   | Datei hochladen · Wikidata zu Haus (Q29784719)                                      | Haus / Chasa KGS-Nr.: 10740                                                                                | B    | G   | Filisur, Dorfstrasse 36 772030 / 171550     |                                                                              |
| ja   | Datei hochladen · Wikidata zu Kurhaus Bergün (Q1793074)                             | Kurhaus / Chasa da cura KGS-Nr.: 12431                                                                     | B    | G   | Bergün, Puoz 112 776851 / 166820            |                                                                              |
| ja   | Datei hochladen · Wikidata zu Bellaluna (Q815792)                                   | Bellaluna mit Schmelze, neuzeitliche Mine / Bellaluna cun fundaria, miniera dal temp modern KGS-Nr.: 12446 | B    | F   | Filisur, Bellaluna 1 774142 / 169464        |                                                                              |